# Caino e Adele
Caino e Adele (Cain and Mabel) è un film del 1936 diretto da Lloyd Bacon. Remake di un film del 1924, The Great White Way con Anita Stewart.

## Trama
Per ragioni pubblicitarie, un pugile viene spinto fra le braccia di una cantante. Ovviamente i due non si sopportano, almeno all'inizio...